# Романоф, Алексей Дмитриевич
Алексе́й Дми́триевич Рома́ноф (при рождении Перепёлкин; род. 14 апреля 1978, Москва) — российский певец, композитор и продюсер. Экс-солист группы «Амега» (1998—2001, 2005), создатель и участник группы «Винтаж» (2006—2016, с 2018), автор и композитор песен группы «Винтаж» и других исполнителей.

## Биография
В детстве у Алексея была фамилия отца — Перепёлкин, но она казалась ему не такой артистичной, поэтому он взял несклоняемую фамилию матери — Романофф, из которой впоследствии была убрана вторая «ф». Семья не была связана с музыкой, однако по его словам «папа сам по себе достаточно музыкальный человек, он никогда не развивался в этом направлении. А с мамой мы в детстве часто пели на два голоса. Отсюда, наверное, и пошло моё увлечение музыкой».
Романоф — старший ребёнок в семье, у него также есть брат и две сестры.
По воспоминаниям Алексея, учёба в общеобразовательной школе давалась ему с трудом, его больше интересовала музыка. В 9 лет он получил в подарок своё первое пианино, после чего решил поступать в музыкальную школу. При вступлении получил отказ по причине неподходящего возраста (принимались дети не старше 6 лет). Тем не менее, его, сыгравшего на прослушивании «Турецкое рондо» Моцарта, взяли на обучение.
Свободное время Романоф проводил в Доме детского творчества, занимался эстрадной музыкой, участвовал в ансамблях и переходил из одного музыкального коллектива в другой.

### 1998—2001: группа «Амега»
В 16 лет Романоф подписал свой первый контракт с продюсерами Андреем Шлыковым и Андреем Грозным (основатель группы «Блестящие»). Реализации этого контракта пришлось ждать целых 4 года, поскольку время «Амеги» на тот момент, по мнению продюсеров, ещё не наступило. Спустя некоторое время трио Алексей Романоф, Олег Добрынин и Елена Перова стало популярным, песни «Ноги», «Лететь» были во всех хит-парадах страны.
Алексею Романоф недоставало возможности проявить себя в качестве автора — все песни писались продюсером Андреем Грозным. В 2001 году, устав от публичности и творческих противоречий, Романоф покидает коллектив.

### 2002—2005: сольный проект, автор песен и возвращение в «Амегу»
Романоф вернулся на российскую сцену в сентябре 2002 года. Перед этим он около года провёл в Испании, где жил у друзей и готовил собственный проект. В 2003 году выпустил EP «Nunca Olvidare: Никогда не забуду», сборник из трёх композиций и пять танцевальных ремиксов с видеоклипом.
С 2004 года пишет песни для других исполнителей.
В 2005 году Романоф вернулся в группу «Амега», в составе которой записал песню «Убегаю», однако за неделю до съёмок клипа на неё вновь покинул коллектив.

### с 2006: группа «Винтаж» и прочие проекты
В 2006 году аварийная ситуация на дороге помогла познакомиться музыканту и солистке популярной группы «Лицей» Анне Плетнёвой. Так образовалась группа «Винтаж». Через некоторое время в эфире радиостанции «Европа плюс» появилась дебютная композиция коллектива «Mama Mia». После стали появляться и другие песни, становившиеся хитами и занимавшие первые места всевозможных хит-парадов.
21 августа 2016 года Романоф совместно с Плетнёвой принял решение покинуть группу «Винтаж» и собрать новый состав коллектива, в котором на переднем плане будут именно солистки. Обновлённый состав «Винтажа» состоял из четырёх солисток и просуществовал до середины 2017 года. После ухода из коллектива Алексей продолжил выступать с Плетнёвой под её именем, однако в феврале 2017 года принял решение прекратить это и выступать сольно. Первый самостоятельный трек «Огромное сердце» был выпущен 15 июня 2017 года, второй «Простые вещи» — 11 апреля 2018 года.
1 февраля 2018 года состоялась премьера шестого сингла Анны Плетнёвой «Белая», автором которого стал Алексей Романоф. Позже стало известно, что после годичного перерыва они возобновили сотрудничество.
19 июля Плетнёва и Романоф по просьбе поклонников вновь стали группой «Винтаж». 21 августа представили две премьеры: видеоклип на композицию «Воскресный ангел» и дебютный сольный альбом Плетнёвой «Сильная девочка», а 15 октября 2018 года вышел восьмой сингл «Огромное сердце» и Lyric Video к нему. 1 ноября в клубе Red в Москве было представлено шоу «Сильная девочка». На момент декабря 2022 года данный альбом присутствует на аудиохостингах как альбом группы «Винтаж», ради чего его обложка была немного отредактирована: имя Плетнёвой было убрано.
6 декабря 2019 года вышел второй сольный альбом Анны Плетнёвой «Cinematic», записанный вновь в сотрудничестве с Алексеем и впоследствии также включённый в дискографию их дуэта. Синглами были выпущены песни «Интуиция» и «Буду».
В декабре 2020 состоялась премьера долгожданного шестого альбома группы «Винтаж» «Навсегда», который поначалу планировалось назвать «Вавилон». В 2019 году был выпущен первый сингл в поддержку под названием «Преступление и наказание» и выпущен видеоклип. В мае 2020 года вторым синглом вышла песня «Из Токио» и выпущен видеоклип.
9 апреля 2024 года был выпущен первый сольный альбом Алексея «Однажды он сказал». Помимо своей «визитной карточки» — песни «Лететь» — Романоф включил в него 10 авторских кавер-версий песен, к которым он писал музыку и аранжировки (в том числе — «Одиночество любви» и «Знак Водолея» из репертуара «Винтажа»).

## Личная жизнь
Женат вторым браком. Имеет двух дочерей — Мию и Ариану.

## Творчество

### Сольные мини-альбомы (EP)
| Название            | Информация                                                                            | Примечание |
| ------------------- | ------------------------------------------------------------------------------------- | --- |
| Демки — EP          | - Релиз: 11 августа 2021 - Лейбл: Bordercollie Records - Формат: Цифровая дистрибуция | \| № \| Название \| Длительность \| \| ------------------- \| ------------------- \| ------------ \| \| 1. \| «Камни» \| 3:50 \| \| 2. \| «Парни не плачут» \| 3:46 \| \| 3. \| «Музыка» \| 3:56 \| \| 4. \| «Наутилус» \| 4:01 \| \| Общая длительность: \| Общая длительность: \| 14:53 \| |
| Демки. Красный — EP | Релиз: 1 декабря 2021                                                                 | 1. Моя гора — 5:31 2. Молодость — 3:19 3. Кумиром — 4:37 4. О.С. — 4:00 5. MTV — 3:03 |
| Демки. Live — EP    | Релиз: 14 февраля 2022                                                                | 1. От Москвы до Нью-Йорка (Live) 2. Джордж и Фредди (Live) 3. Музыка (Live) 4. Наутилус (Live) 5. Приходи на меня посмотреть (Live) 6. MTV (Live) 7. Молодость (Live) |
| 45 — EP             | - Релиз: 24 марта 2023                                                                | 1. Эгоист 2. Погасили свет 3. Румба 4. По кругу 5. Таксист |
| №                   | Название                                                                              | Длительность |
| 1.                  | «Камни»                                                                               | 3:50 |
| 2.                  | «Парни не плачут»                                                                     | 3:46 |
| 3.                  | «Музыка»                                                                              | 3:56 |
| 4.                  | «Наутилус»                                                                            | 4:01 |
| Общая длительность: | Общая длительность:                                                                   | 14:53 |

### Полноформатные сольные альбомы
Однажды он сказал (9 апреля 2024):
1. Лететь
2. Одиночество любви
3. Плачь и смотри
4. Мечтатели
5. Всё будет хорошо
6. Садовник
7. Мир вашему дому
8. А у моей любви
9. Знак Водолея
10. Раневская
11. Долгими разговорами

Кофе с дождём:
- 2005 — Девять с половиной недель

Группа «Винтаж»:
- 2006 — Mama Mia
- 2007 — Целься
- 2007 — Всего хорошего
- 2007 — Криминальная любовь (дебютный студийный альбом «Винтажа»)
- 2008 — Плохая девочка (feat. Елена Корикова)
- 2008 — Одиночество любви
- 2008 — Ева
- 2008 — Девочки-лунатики
- 2009 — SEX (второй студийный альбом)
- 2010 — Микки
- 2010 — Роман
- 2011 — Мама-Америка
- 2011 — Деревья
- 2011 — Анечка (третий студийный альбом)
- 2012 — На-на-на (feat. Bobina)
- 2013 — Very Dance (четвёртый студийный альбом)
- 2013 — Знак Водолея
- 2013 — 3 желания (feat. DJ Smash)
- 2014 — 30 секунд
- 2014 — Когда рядом ты
- 2014 — Decamerone (пятый студийный альбом)
- 2015 — Дыши
- 2015 — Я верю в любовь (feat. M.E.G. & N.E.R.A.K.)
- 2016 — Немного рекламы
- 2016 — Кто хочет стать королевой (Состав: Анна Корнильева, Анастасия Казаку, Анастасия Крескина и Женя Поликарпова, 2016-2017 гг.)
- 2019 — Преступление и наказание
- 2020 — Навсегда (шестой студийный альбом)
- 2020 — Новая жизнь
- 2021 — С замиранием сердца (Винтаж & Red Max)
- 2021 — Быстрые движения (Винтаж & Red Max)
- 2021 — Быстрые движения (Винтаж & Red Max) [ЕР]
- 2021 — Ответь
- 2022 — Родные люди
- 2023 — Вариации

Анна Плетнёва «Винтаж»:
- 2016 — Сильная девочка
- 2017 — Эффект бабочки (feat. Заза Наполи)
- 2017 — Подруга (feat. Марина Федункив)
- 2017 — Воскресный ангел
- 2017 — Сильная девочка (сольный студийный альбом Анны Плетнёвой)
- 2018 — Белая
- 2018 — Огромное сердце (feat. Roma Kenga) [Cover Алексей Романоф]
- 2019 — В мире животных
- 2020 — Белая 2.0 (feat. Никита Киоссе)

## Сотрудничество
Ольга Орлова:
- 2003 — Ладони
- 2004 — Выше неба
- 2004 — Я буду петь
- 2004 — Спасибо
- 2006 — Если ты меня ждёшь (второй студийный альбом Ольги Орловой)
- 2015 — Птица
- 2016 — Девушка простая
- 2017 — Без тебя не могу

Катя Лель:
- 2005 — Кругом голова
- 2005 — До свиданья, милый
- 2007 — Время-вода
- 2007 — Крестики-нолики
- 2008 — Сделай шаг
- 2013 — Голова в облаках

Непара:
- 2006 — Плачь и смотри
- 2007 — Беги, беги
- 2009 — Вокзал на двоих
- 2009 — Долгими разговорами
- 2009 — Счастье напрокат
- 2009 — Неверная луна

Юлия Савичева:
- 2006 — Здравствуй, это я

Алсу:
- 2006 — Самое главное
- 2007 — А у моей любви

Татьяна Буланова:
- 2009 — Бесконечная история
- 2019 — Играю в прятки на судьбу

Митя Фомин:
- 2010 — Вот и всё
- 2010 — Всё будет хорошо
- 2010 — Садовник
- 2010 — Перезимуем
- 2011 — Огни большого города
- 2012 — Хорошая песня
- 2012 — Наглый ангел
- 2012 — Восточный экспресс (feat. DJ Леонид Руденко)
- 2013 — Наглый ангел (второй студийный альбом Мити Фомина)
- 2013 — Домой (feat. Kirill Clash)
- 2017 — Журавлик (feat. Kristina)
- 2018 — Спасибо, сердце (feat. Альбина Джанабаева)
- 2019 — На вершине мира
- 2020 — Танцы обо мне
- 2021 — Полутона
- 2022 — Рассвет
- 2023 — Моя Москва
- 2024 — Артист
- 2024 — Шляпник (feat. Ирина Понаровская)
- 2024 — Лайза
- 2024 — Артист (EP-альбом)

Зара:
- 2010 — Амели
- 2012 — Ради тебя
- 2016 — Ленинград
- 2016 — Нулевой меридиан
- 2017 — Мир вашему дому
- 2018 — У любви свои законы

Дима Билан:
- 2011 — Мечтатели

Николай Басков:
- 2012 — Странник
- 2019 — Да пребуду в господе вовек
- 2019 — Борюсь
- 2019 — Когда я встречусь с богом
- 2019 — Дева богородица
- 2019 — Аллилуйя
- 2019 — Голгофа
- 2019 — Христос Воскрес
- 2019 — Я посылаю вам любовь
- 2019 — Религия любви
- 2019 — Давайте любить
- 2019 — Торжество
- 2019 — Верую (одиннадцатый студийный альбом Николая Баскова)

Жасмин:
- 2014 — Свадебные истории

Влад Соколовский:
- 2015 — Ночной звонок

Ани Лорак:
- 2015 — Осенняя любовь

Сергей Лазарев:
- 2016 — Идеальный мир
- 2021 — Мечтатели (Cover Дима Билан)

Анна Семенович:
- 2016 — Не просто любовь
- 2017 — Корпоратив
- 2018 — Стори

Алекс Малиновский:
- 2017 — Пойдём со мной
- 2018 — Сумасшедшая любовь

Татьяна Терёшина:
- 2018 — Виски

Лолита:
- 2018 — Раневская
- 2021 — Приходи на меня посмотреть
- 2022 — Марлен

Юлия Михальчик:
- 2018 — Девушка простая (Cover Ольга Орлова)

Иванушки International:
- 2018 — Только для рыжих

Саша Зверева:
- 2018 — Облачный атлас
- 2019 — Сияй (feat. Katia Txi)
- 2022 — Вселенная

KARINA:
- 2018 — Музыкант (feat. Алексей Романоф)
- 2018 — В миллиметре от сердца (дебютный студийный альбом Карины)
- 2020 — Художник
- 2020 — Дневники (второй студийный альбом Карины)
- 2021 — Сказка о потерянном времени
- 2021 — 3 (третий студийный альбом Карины)
- 2022 — Простая причина (feat. Валерия)

Филипп Киркоров:
- 2019 — Лунный гость

Ирина Ортман:
- 2019 — Киев-Москва
- 2021 — Здравствуй, счастье!

Согдиана:
- 2020 — Самый лучший день

Ярослав Сумишевский:
- 2021 — Ты не суди меня

Денис Клявер:
- 2021 — Я бросил жребий

Ксения Новикова:
- 2024 — Я украду

Полина Гагарина:
- 2024 — Нагадай

## Сольные композиции

### Синглы
- 2003 — А за окном серый дождь

- 2003 — Пожалуйста, не плачь

- 2003 — Я тебя не стану искать
- 2004 — 10 поцелуев
- 2004 — Маленькое лето

- 2005 — Сори-сори

- 2005 — На самом краю земли

- 2017 — Огромное сердце
- 2018 — Простые вещи
- 2019 — Время
- 2021 — Лихорадка

## A-Terra (EP)
- 2022 — Алексей Романоф, Анастасия А. — A-Terra (EP)

- 2022 — Алексей Романоф, Анастасия А. — A-Terra 2 (EP)

- 2023 — Алексей Романоф, Анастасия А. — A-Terra 3 (EP)
- 2024 — Алексей Романоф, Анастасия А. — Благослави (Single)

## Награды
Золотой граммофон
| Год  | Номинированная работа                                                       | Категория | Результат |
| ---- | --------------------------------------------------------------------------- | --------- | --------- |
| 2009 | «Винтаж» — «Одиночество любви»                                              | Песня     | Победа    |
| 2009 | «Винтаж» — «Ева»                                                            | Песня     | Номинация |
| 2010 | Митя Фомин — «Всё будет хорошо»                                             | Песня     | Победа    |
| 2011 | Дима Билан — «Мечтатели»                                                    | Песня     | Номинация |
| 2011 | Зара — «Амели»                                                              | Песня     | Победа    |
| 2011 | Митя Фомин — «Огни большого города»                                         | Песня     | Победа    |
| 2011 | «Винтаж» — «Роман»                                                          | Песня     | Победа    |
| 2012 | Николай Басков — «Странник»                                                 | Песня     | Победа    |
| 2013 | «Винтаж» — «Знак Водолея»                                                   | Песня     | Победа    |
| 2015 | «Винтаж» — «Дыши»                                                           | Песня     | Победа    |
| 2015 | «Винтаж» — «Знак Водолея» («20 лет. Лучшее»)                                | Песня     | Победа    |
| 2015 | Жасмин — «Свадебные истории» («20 лет. Лучшее», Минск/Санкт — Петербург)    | Песня     | Победа    |
| 2015 | Митя Фомин — «Всё будет хорошо» («20 лет. Лучшее», Минск/Санкт — Петербург) | Песня     | Победа    |

Песня года
| Год  | Номинированная работа                    | Категория | Результат |
| ---- | ---------------------------------------- | --------- | --------- |
| 2003 | Ольга Орлова — «Ладони»                  | Песня     | Победа    |
| 2006 | Непара — «Плачь и смотри»                | Песня     | Победа    |
| 2006 | Алсу — «Самое главное»                   | Песня     | Победа    |
| 2007 | Алсу — «А у моей любви»                  | Песня     | Победа    |
| 2008 | «Винтаж» — «Плохая девочка»              | Песня     | Победа    |
| 2009 | «Винтаж» — «Ева»                         | Песня     | Победа    |
| 2009 | Татьяна Буланова — «Бесконечная история» | Песня     | Победа    |
| 2010 | «Винтаж» — «Victoria»                    | Песня     | Победа    |
| 2010 | Митя Фомин — «Всё будет хорошо»          | Песня     | Победа    |
| 2011 | Дима Билан — «Мечтатели»                 | Песня     | Победа    |
| 2012 | Николай Басков — «Странник»              | Песня     | Победа    |
| 2014 | «Винтаж» — «Когда рядом ты»              | Песня     | Победа    |
| 2015 | Ани Лорак — «Осенняя любовь»             | Песня     | Победа    |
| 2016 | Зара — «Ленинград»                       | Песня     | Победа    |

Новые песни о главном
| Год  | Номинированная работа                              | Категория | Результат |
| ---- | -------------------------------------------------- | --------- | --------- |
| 2006 | Непара — «Плачь и смотри»                          | Песня     | Победа    |
| 2007 | Алсу — «А у моей любви»                            | Песня     | Победа    |
| 2008 | «Винтаж» (feat. Елена Корикова) — «Плохая девочка» | Песня     | Победа    |

TOP HIT.RU
- 2013 Алексей Романоф включён в зал славы TOPHIT.RU. Автор и композитор